# Timofiej Sapronow

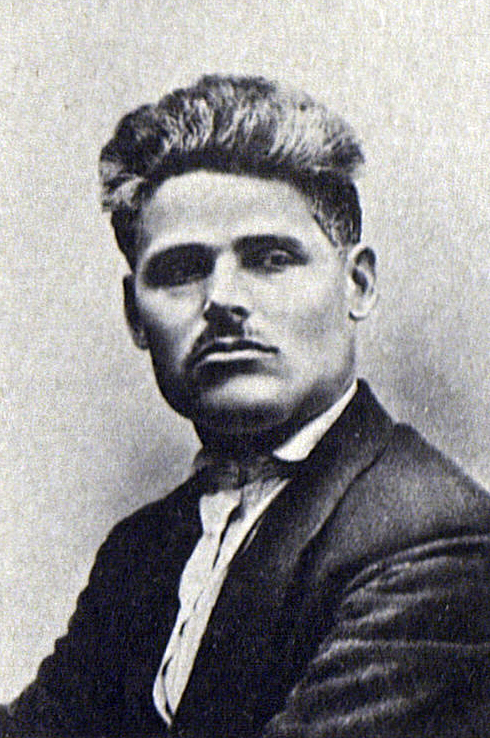
Tymofiej Sapronow

Timofiej Władimirowicz Sapronow (ros. Тимофе́й Влади́мирович Сапро́нов, ur. 1887 w guberni tulskiej, zm. 28 września 1937) – rosyjski komunista, bolszewik, członek KC RKP(b) (1922-1923).
Od 1912 w SDPRR(b), kilkakrotnie aresztowany, od lutego 1917 był przewodniczącym rady rejonowej, później przewodniczącym moskiewskiej rady powiatowej. Od 1918 do grudnia 1919 przewodniczący Komitetu Wykonawczego Moskiewskiej Rady Gubernialnej, od grudnia 1919 do kwietnia 1920 przewodniczący Charkowskiego Gubernialnego Komitetu Rewolucyjnego, od 23 marca do 5 kwietnia 1920 członek KC KP(b)U, w latach 1920-1921 przewodniczący KC Związku Budowlańców. Od 13 do 30 listopada 1920 sekretarz odpowiedzialny samarskiego gubernialnego komitetu RKP(b), od 16 listopada 1920 przewodniczący Małej Rady Komisarzy Ludowych RFSRR, w 1921 przewodniczący Głównego Komitetu Zaopatrzenia Państwowego przy Najwyższej Radzie Gospodarki Narodowej RFSRR, od maja 1921 zastępca przewodniczącego tej rady. W 1922 sekretarz Uralskiego Biura KC RKP(b), od 2 kwietnia 1922 do 17 kwietnia 1923 członek KC RKP(b), od 28 grudnia 1922 do 2 lutego 1924 sekretarz WCIK. 18 grudnia 1927 wykluczony z WKP(b), w 1928 zesłany do Krymskiej ASRR.
10 sierpnia 1937 aresztowany, następnie rozstrzelany. W 1990 pośmiertnie zrehabilitowany.